# Przysłop (852 m)
Przysłop (852 m) – szczyt w Gorcach, położony w długim grzbiecie biegnącym od Turbacza na zachód do Rabki-Zdroju. Znajduje się w tym grzbiecie pomiędzy szczytami Bardo i Maciejowa, oddzielony od tego ostatniego przełęczą Kocioł.
Przysłop znajduje się na północno-wschodnim obrzeżu polany Przysłop. Stoi na nim budynek bacówki PTTK na Maciejowej. Przysłop to niewybitne wzniesienie, o względnej wysokości nad drogą biegnącą środkiem polany około 15 m. Jego północno-wschodnie stoki opadają do doliny Słonki. Porasta je las, ale blisko szczytu są w nim dwie nieduże polany.
Przysłop znajduje się poza obszarem Gorczańskiego Parku Narodowego. Jego szczytem biegnie granica między Rabką-Zdrojem (stoki północne) i Ponicami (stoki południowe) w województwie małopolskim, w powiecie nowotarskim, w gminie Rabka-Zdrój.

## Szlaki turystyki pieszej
Drogą przecinającą polanę po południowej stronie szczytu Przysłop biegnie Główny Szlak Beskidzki. Pod Przysłopem krzyżuje się on ze szlakiem zielonym.
 odcinek: Rabka-Zdrój – Tatarów – Maciejowa – Przysłop – Bardo – Jaworzyna Ponicka – Pośrednie – Schronisko PTTK na Starych Wierchach – Groniki – Pudziska – Obidowiec – Rozdziele – Turbacz. Odległość 16,7 km, suma podejść 970 m, suma zejść 220 m, czas przejścia 5 godz. 35 min, z powrotem 4 godz. 50 min.
 Ponice – Świński Trubacz – Przysłop. Odległość 2,8 km, suma podejść 210 m, czas przejścia 1 godz., z powrotem 40 min
 polana Przysłop – Poręba Wielka. Czas przejścia 1 godz. 15 min.
Drogą przez polanę prowadzą również szlaki rowerowe.